# Jos Hendrickx
Jos Hendrickx (Borgerhout, 13 maart 1906 – Antwerpen, 16 november 1971) was een Belgisch tekenaar, aquarellist, houtsnijder, graficus en glaskunstenaar.
Hendrickx was de zoon van een Duitse moeder, een kleindochter van de Duitse gravin Anna Catharina von der Reck zu Heidemühle en een Belgische vader. Jos Hendrickx werd op 13 maart 1906 te Borgerhout geboren. Hij was christelijk geïnspireerd, sociaal bewogen en liet een opmerkelijk oeuvre na. Hij kreeg dan ook tijdens zijn leven verschillende nationale en internationale onderscheidingen, waaronder het erelidmaatschap van de Accademia delle Arti del Disegno di Firenze. Houtsnede en houtgravure waren de disciplines waar hij het meest van hield, daarnaast waren aquarellen ook zeer belangrijk voor hem.

## Biografie
Hij begon zijn opleiding als vrije leerling aan de academie van Antwerpen, tegen de zin van zijn vader in, en moet daarom werken als gevelschilder en dokwerker om aan de kost te komen. Maar vanaf 1922 kon hij vast leerling van de dagcursus worden en in 1925, hij was dan pas negentien, werd hij student aan het Hoger Instituut voor Schone Kunsten bij Isidore Opsomer voor figuurtekenen en Eduard Pellens voor graveerkunst. In 1930 trok hij voor een tijd naar Parijs, waar hij enkele weken tussen de daklozen leeft, maar daarna vindt hij als student onderdak in het Centre Universitaire. Tijdens zijn verblijf in Parijs stierf zijn vader aan een hartinfarct. Na zijn terugkeer in 1931 verbleef hij in Grobbendonk en Beveren-Waas en begint hij aan de uitbouw van zijn internationale carrière. Hij wordt lid van de “Jonge Pelgrim”, een vereniging die de christelijke kunst propageert. In 1936 vestigt hij een eerste atelier in Berchem en vanaf dat jaar exposeert hij bijna jaarlijks in binnen- en buitenland. Hij krijgt in 1937, ter gelegenheid van de Parijse Wereldtentoonstelling, een eerste grote opdracht namelijk veertig houtgravures over het leven van Sint-Franciscus. In 1949 vestigt hij zich in een nieuw atelier, een historische kapel aan de Falconrui te Antwerpen.
Hij was van 1938 tot 1946 leraar aan de Middelbare Vak- en Nijverheidsschool in Beveren waar hij vrij en decoratief tekenen en projectie onderwees. Tot zijn leerlingen behoorden onder meer de kunstenaars Wim van Remortel, Georges Staes, Ward De Dobbeleire en Alfons Van Meirvenne. Van 1946 tot 1952 was hij leraar publiciteitstekenen, affiche en algemene grafiek aan de Koninklijke Academie voor Schone Kunsten van Antwerpen en van 1952 tot 1971 professor in de ets- en graveerkunst aan het Antwerpse Nat. Hoger Instituut voor Schone Kunsten.
Jos Hendrickx werkte in Antwerpen, maar zijn geliefkoosde verblijfplaats was een boerderijtje in Beveren. Ook in zijn werk kwam zijn genegenheid voor Beveren tot uiting. Beverse landschappen, maar zeker ook Kasteel Cortewalle en het domein errond kwamen meermaals aan bod.

## Werken
Zijn werk is terug te vinden in onze nationale musea (o.a. de Musea voor Schone Kunsten van Antwerpen en Brussel) en in diverse internationale kunstinstellingen (Parijs, Frankfurt, Ohio, Pretoria…). Ze waren geregeld te bewonderen op tentoonstellingen in binnen- en buitenland (Chicago, Warschau, Rome, Berlijn, Florence, Venetië, Parijs, Leipzig). Hij werd herhaaldelijk onderscheiden voor zijn grafisch werk: Warschau (1933), Chicago (1938), Lugano (1954), Leipzig (1965), Krakow (1968). Glasramen van hem zijn te zien onder meer te Achel, Hoogboom, Antwerpen, Tongeren, Torhout en Sint-Niklaas en voor de parochiekerk St.-Remigius te Baarle-Hertog maakte Jos Hendrickx een reeks van negentien prachtige glasramen.

## Stijlkenmerken
Hendrickx wordt meestal tot de animisten gerekend, maar hij liet zich als kunstenaar niet leiden door modes en stromingen maar werkte voornamelijk volgens zijn eigen principes en inzichten. Hendrickx was sterk beïnvloed door de muziek en de architectuur. Hij streeft onverpoosd naar een evenwichtig verbond of een evasieve synthese tussen kennen en kunnen, tussen weten en willen, tussen vrijheid en gebondenheid, tussen het zichtbare en het verborgene, tussen het cerebrale en het emotionele. Hij werkt zeer rigoureus, zelfs het kleinste vakje van een groot werk kan grondig gemotiveerd worden. Alles in zijn oeuvre toont een diepgaande geestkracht. Zijn werken getuigen van geestesrijkdom, van een nobel raffinement, van een overwogen monumentaliteit. Figuren, architecturen, natuurbeelden, religieus geïnspireerde motieven en stillevens vóór vensterruiten zijn het stramien waarop hij zijn indrukken en stemmen zeer penetrant tot uiting brengt. Opvallend in en kenmerkend voor zijn volledige oeuvre is zijn zoeken naar
verticaliteit en zijn benadrukken van die verticaliteit.
Hij reisde bijna heel Europa door en verbleef voor kortere en langere perioden in het buitenland. Jos Hendrickx volgde zijn eigenzinnige artistieke koers en dat verklaart waarschijnlijk waarom zijn werk vooral bekend is in kringen van kunstkenners en specialisten en weinig daarbuiten.
Jos Hendrickx overleed op 16 november 1971 in het Stuyvenbergziekenhuis te Antwerpen. Hij werd oorspronkelijk begraven in Antwerpen maar zijn familie liet hem in 1979 overbrengen naar de erebegraafplaats in Beveren.
- Bibliothèque nationale de France: cb119502849 (data)
- Gemeinsame Normdatei: 119447428
- International Standard Name Identifier: 0000 0000 6677 3090
- Library of Congress Control Number: n82032888
- Nederlandse Thesaurus van Auteursnamen: 070548234
- RKD-Nederlands Instituut voor Kunstgeschiedenis: 37423
- Système universitaire de documentation: 139489975
- Union List of Artist Names: 500033982
- Virtual International Authority File: 47571774
- WorldCat: E39PBJdrDP8q6kTWyqCrGT89jC